# Dobroslava
Dobroslava és un poble i municipi d'Eslovàquia. Es troba a la regió de Prešov, al nord del país.

## Història
La primera referència escrita de la vila data del 1600.

## Demografia
| Godina             | 1994 | 2004    | 2014    | 2024 |
| ------------------ | ---- | ------- | ------- | ---- |
| Nombre de persones | 56   | 39      | 28      | 49   |
| Diferència         |      | −30,35% | −28,20% | +75% |

| Godina             | 2023 | 2024 |
| ------------------ | ---- | ---- |
| Nombre de persones | 50   | 49   |
| Diferència         |      | −2%  |